# Convent de les Dominiques (la Llacuna)
El Convent de les Dominiques és un edifici de la Llacuna (Anoia) inclòs a l'Inventari del Patrimoni Arquitectònic de Catalunya. Les dominiques començaren a exercir en l'ensenyament de nenes l'any 1866 a la Llacuna. El seu edifici era el carrer de les Monges. El 1908 estrenaren el nou edifici del Carrer de la Pedragosa. Eren de l'orde terciari del convent del Roser de Vic.
L'edifici és fet de pedra però tot ell ha estat arrebossat. Damunt la porta d'entrada al pati hi consta l'any inscrit i damunt la porta d'entrada a la casa hi ha inscrita la creu d'orde de les Dominiques. Construcció de planta rectangular amb coberta a dues vessants i un pati lateral tancat. Presenta dos pisos (l'últim pot ser golfes) i tot és molt simètric. Destaquen les finestres de l'últim pis: dues de mig punt petites centrades per dos òculs. A la tanca del pati hi ha una porta corronada per un frontó corbat ai elements piramidals.